# Gare de Vedrin
La gare de Vedrin est une ancienne gare ferroviaire belge, fermée, de la ligne 142, de Namur à Tirlemont située sur le territoire de Vedrin, ancienne commune aujourd'hui rattachée à la ville de Namur, dans la province du même nom en Région wallonne. Elle est mise en service en 1869 et ferme dans les années 1960.

## Situation ferroviaire
La gare de Vedrin était située au point kilométrique (PK) 5,5 de la ligne 142, de Namur à Tirlemont via Éghezée et Jodoigne entre la gare de Frizet (marchandises) le point d'arrêt de Daussoulx.

## Histoire
La station de Vedrin est mise en service le 15 mai 1869 par la Compagnie du chemin de fer de Tamines à Landen, lorsqu'elle ouvre à l'exploitation la section de Namur à Ramillies.
La SNCB supprime les derniers trains de voyageurs entre Namur et Ramillies le 10 décembre 1962 et la gare de Vedrin ferme aux marchandises le 1er septembre 1964. Des trains de marchandises vers Cognelée, Longchamps, Jodoigne et Hoegaarden circulent sur cette section de la ligne jusqu'en 1980.

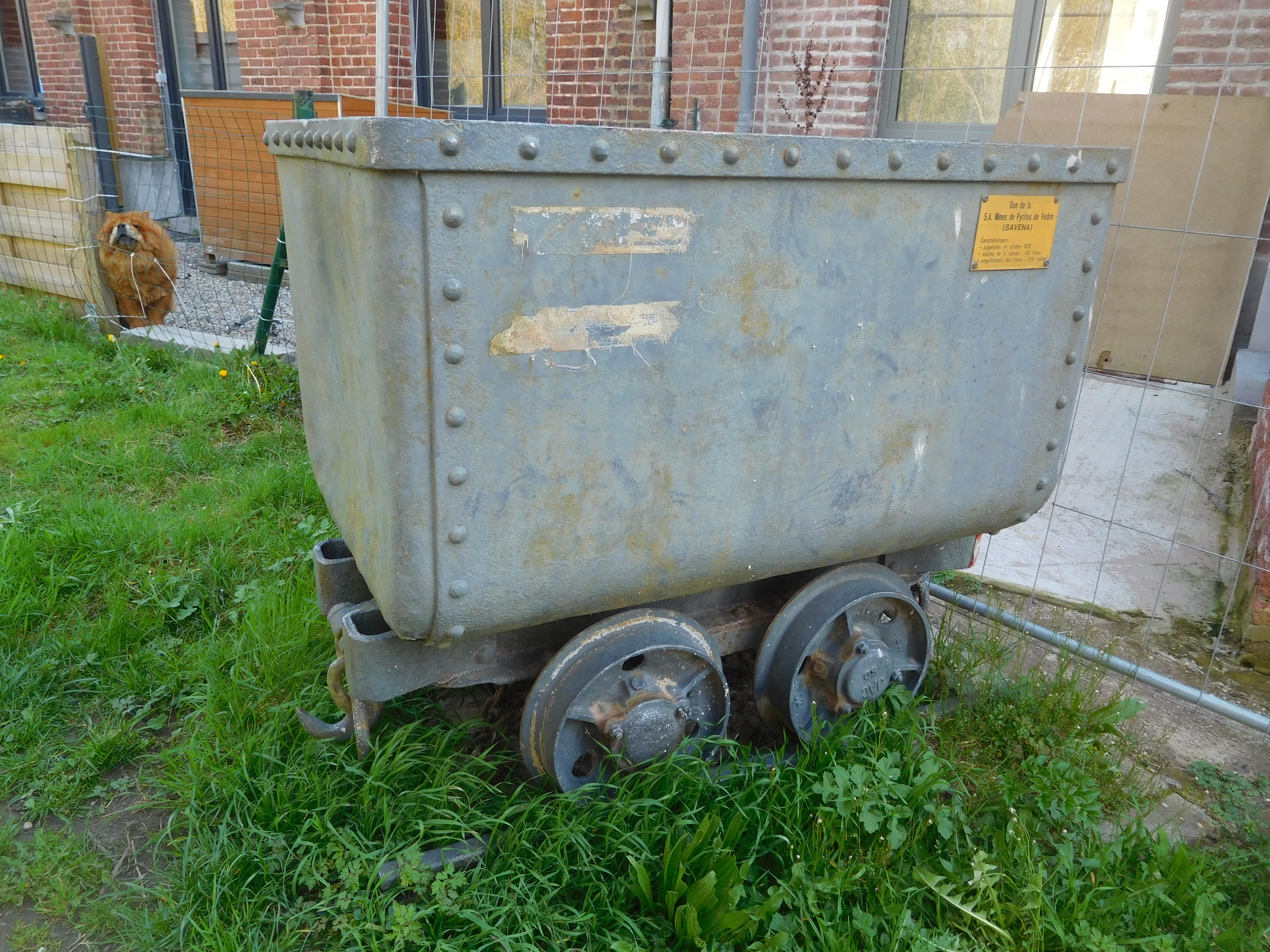
Wagonnet de l'ancienne carrière de Vedrin qui était desservie par la gare.

## Patrimoine ferroviaire
Transformé en habitations, le bâtiment des recettes appartient au plan type 1881 des Chemins de fer de l’État belge dont plusieurs ont été bâtis en remplacement de constructions plus anciennes sur les lignes 142 et 147. Il s'agit d'une version avec une aile courte, de trois travées, disposée à droite du corps de logis.